# 小眼子菜
小眼子菜（学名：Potamogeton pusillus），又名柳絲藻，为眼子菜科眼子菜属下的一种沉水草本，廣泛分佈于全球。根為鬚根，叶线形，上有通气组织，穗状花序顶生，花期和果期在每年五至十月間。

## 扩展阅读
- 維基物種上的相關：小眼子菜